# アネックスツール
アネックスツール株式会社（ANEXTOOL CO.,Ltd.）は新潟県三条市に本社をおく、工具を製造販売する企業。
アネックス（Anex）ブランドのドライバーを主力とする。

## 概要
素材から社内一貫生産を行っている。創業当初は木製の柄の付いたマイナスドライバー、その後の高度成長期にはミシンや農業機械の付属用ドライバーの量産化に成功し、拡大成長した。当時はクローバー（CLOVER）ブランドとして展開していた。
二代目の社長は学生時代に光風会に所属する画家に学ぶほどの芸術（絵画）好きで、そのデザインへのこだわりが現在のアネックスブランドを誕生させ、海外の有名ブランドPBスイスツールズやウェラのドライバーに並ぶ高級ドライバーへと成長させた。現在そのノウハウを六角棒レンチ・ハンマーにも生かし商品の拡大を図っている。商品開発は、社長自らがラフデザインを行い、デザイン事務所と商品コンセプトを決め、社内プロジェクトを立ち上げている。その成果は高級ブランドの確立と社内人材育成、2013年までグッドデザイン賞認定の29年連続取得となっている。
創業当時のブランド名CLOVER（クローバー：商標登録ユキクローバー）は、中小企業は雑草のごとく踏みつけられてもたくましく根強く繁るようにとの思いが込められていた。ANEX（アネックス）ブランドは、1985年頃にKANEKOを活かし現社長が誕生させた。ACTION・NICE・EXCELLENT「行動しよう、よりよく、より素晴らしく」の思いが込められている。
販売ルートが金物屋からホームセンターに変化するとともにラチェットドライバーや電動工具用の高機能ビットの開発に力を入れ、現在では「ドライバー」と「ビット」の生産本数がほぼ半々になっている。

## 沿革
- 1949年（昭和24年）10月 - 創業者・兼古秀夫個人経営にて兼古製作所を創業。ねじ回しの生産を開始する。
- 1954年（昭和29年）3月 -  株式会社組織に変更し、三条市横町に株式会社兼古製作所として発足する。
- 1956年（昭和31年）3月 - 三条市興野225番地に工場を新設。
- 1965年（昭和40年）12月 - 通産産業大臣よりJIS表示許可工場の認定を受ける。
- 1968年（昭和43年）9月 - マイナスドライバー自動冷間鍛造の開発により科学技術庁長官賞を受賞。
- 1975年（昭和50年）3月 - 三条金属工業団地（三条市塚野目）へ進出。
- 1984年（昭和59年）10月 - ラチェットドライバーNo.300、No.360がグッドデザイン商品に選定される。
- 1987年（昭和62年）3月 - 兼古耕一が代表取締役に就任。
- 1992年（平成4年）7月 - チタンブレードドライバーがアメリカンズ・カップ『ニッポン』艇に搭載される。
- 1995年（平成7年）
  - 7月 - 塚野目工場隣接地に本社工場新築、移転する。
  - 9月 - インパクトドライバーNo.1900がグッドデザイン中小企業庁長官特別賞受賞。
- 2003年（平成15年）9月 - 福岡市博多区に福岡営業所開設。
- 2006年（平成18年）4月 - 産業財産権制度活用優良企業等表彰にて、経済産業大臣表彰を受ける（意匠活用優良企業）。
- 2022年（令和4年）11月1日 - アネックスツール株式会社に社名変更。兼古敦史が代表取締役に就任[2]。

## 主な商品
- ドライバー (工具)、六角棒レンチ、ハンマー、ピンセット